# Isaac Stern

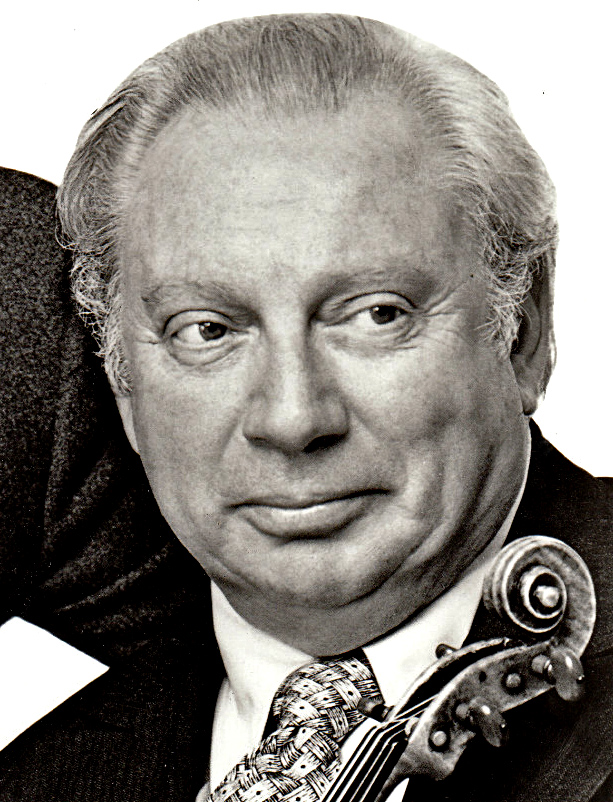
Isaac Stern, 1980

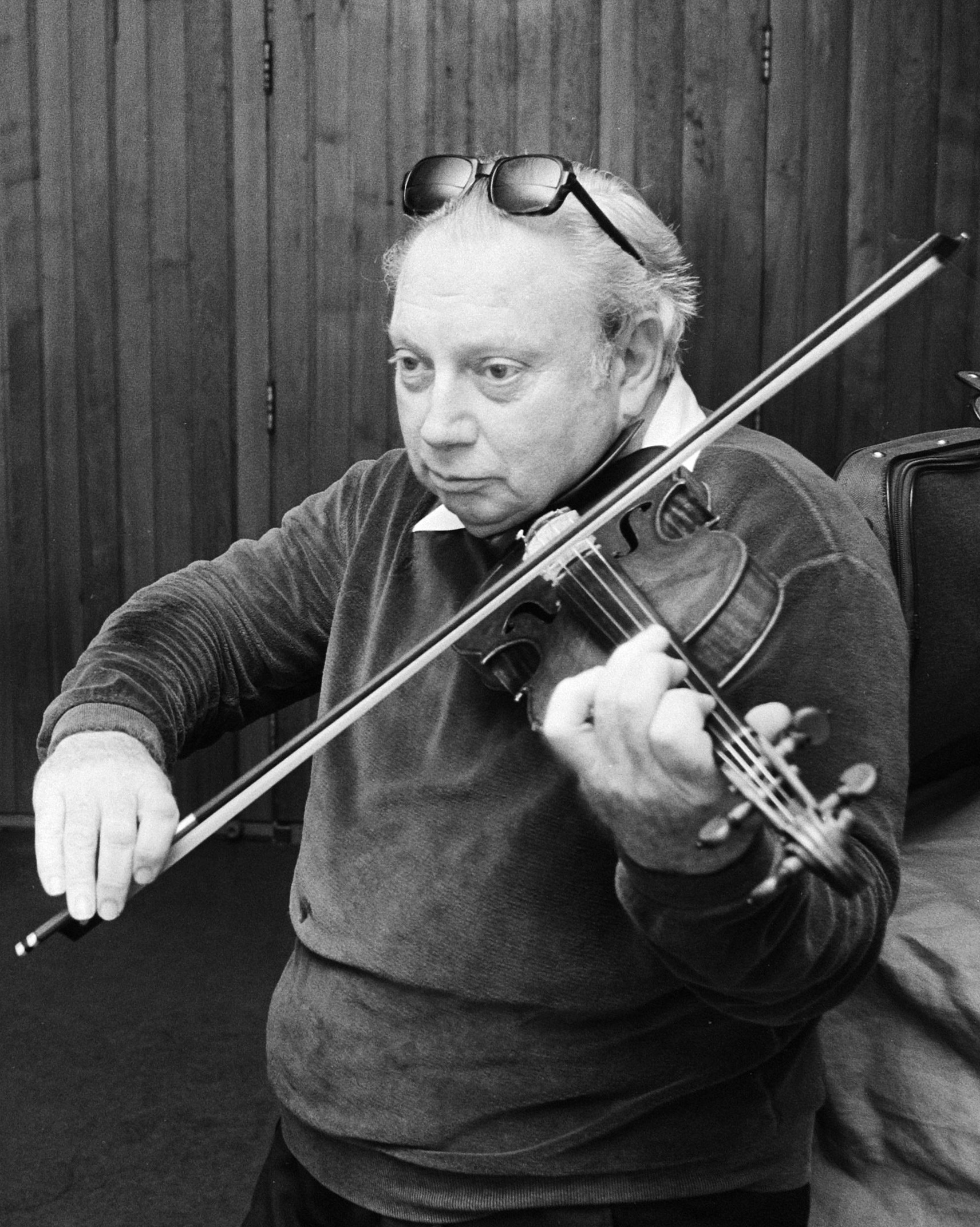
Isaac Stern, 1979

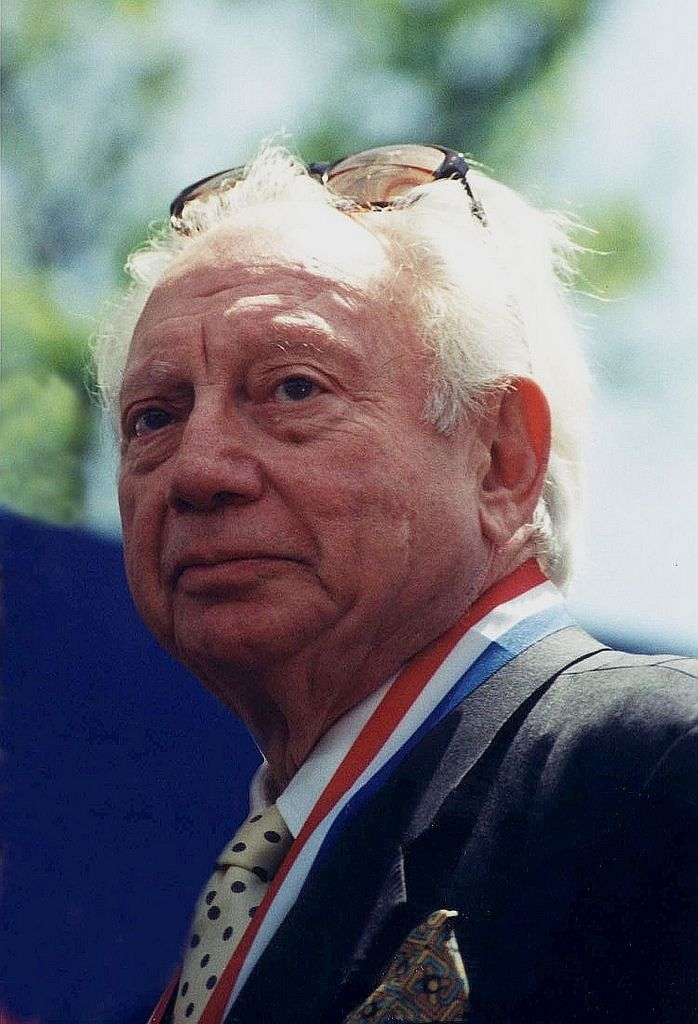
Issac Stern, 2000

Isaac Stern (* 21. Juli 1920 in Kremenez, Ukraine; † 22. September 2001 in New York) war einer der bedeutendsten Violinisten des 20. Jahrhunderts und zu seiner Zeit einer der gefragtesten Musiker der Welt.

## Leben
1921 waren seine Eltern, Solomon und Clara Stern, in die USA ausgewandert, wo er aufwuchs. Die Mutter hatte am St. Petersburger Konservatorium Gesang studiert und gab Isaac ab dem siebten Lebensjahr Klavierunterricht. Bei einem Jungen in der Nachbarschaft hörte er Geigenspiel, worauf die Geige sein Instrument wurde.
Durch Unterstützung eines Mäzens besuchte er das Konservatorium in San Francisco. Hier studierte er zunächst bei Robert Pollack, bei Nathan Abas und Naum Blinder.  Er debütierte 1936 mit dem San Francisco Symphony Orchestra unter Pierre Monteux mit dem dritten Violinkonzert von Camille Saint-Saëns. Einige Monate später spielte er Tschaikowskis Violinkonzert mit den Los Angeles Philharmonikern unter Otto Klemperer. 1937 trat er an der Ostküste in der Town Hall in New York auf. Hier nahm er noch Stunden bei Louis Persinger, bei dem auch Yehudi Menuhin Unterricht hatte.
1939 hatte sich der legendäre Impresario und Manager Sol Hurok Sterns angenommen, der in ihm eine Vaterfigur sah. Innerhalb von zehn Jahren wurde Stern einer der meist beschäftigten Musiker seiner Zeit. 1949 gab er 120 Konzerte auf einer siebenmonatigen Konzertreise durch die USA, Europa und Südamerika.
1960 sollte die baufällige Carnegie Hall abgerissen werden und an dieser Stelle ein Bürogebäude entstehen. Stern führte eine Gruppe an, die sich für den Erhalt des im Jahr 1891 entstandenen und so geschichtsträchtigen Gebäudes einsetzte. Es gelang ihr, die Stadt New York zu überzeugen, den Bau für eine Summe von fünf Millionen Dollar zu kaufen und ihn an eine gemeinnützige Organisation zu verpachten, deren Präsident er wurde. 1962 wurde die Carnegie Hall unter Denkmalschutz gestellt. Für die Restaurierung 1986 setzte er sich ebenfalls ein, und der große Saal wurde als Dank „Isaac Stern Auditorium“ benannt. 1991 wurde mit einem großen Konzert das 100-jährige Bestehen gefeiert.
Außerhalb des klassischen Musikbetriebs wurde er durch seinen Dokumentarfilm Von Mao zu Mozart – Isaac Stern in China (From Mao to Mozart) bekannt, der von seiner Reise als Lehrer und Interpret in die Volksrepublik China berichtet und der 1981 den Academy Award für die beste ungekürzte Dokumentation erhielt.
Stern konzertierte häufig in Israel. Er gründete 1973 das Jerusalem Music Centre und war Vorsitzender der amerikanisch-israelischen Kulturstiftung. Zu seinen Kammermusikpartnern gehörten der Cellist Leonard Rose, mit dem er zahlreiche Werke der Kammermusik und Konzerte wie das Brahms-Doppelkonzert für Violine und Violoncello op. 102 einspielte, und Eugene Istomin, mit dem er und Leonard Rose ein Klaviertrio bildeten, ferner Emanuel Ax, Wilhelm Kempff und Yo-Yo Ma.
Isaac Sterns Repertoire umfasste viele Werke der Violinliteratur aus Vorklassik, Wiener Klassik und Romantik, besonders Werke von Johannes Brahms, Beethoven und Mendelssohn sowie unter den Komponisten der Moderne Werke von Samuel Barber, Béla Bartók, Igor Strawinsky, Paul Hindemith und Leonard Bernstein.
Stern unterstützte und förderte den musikalischen Nachwuchs, darunter die Violinisten Itzhak Perlman und Pinchas Zukerman, den Cellisten Yo-Yo Ma, und den Pianisten Yefim Bronfman.
Isaac Stern war auf allen internationalen Konzertpodien zuhause und gab bis zu 200 Konzerte im Jahr. Er zählte zu den letzten großen Geigern seiner Generation.

## Rezeption
In einem Artikel in der Frankfurter Allgemeine Zeitung zum 100. Geburtstag der Geigers am 22. Juli 2020 beschrieb der Musikkritiker Jürgen Kesting unter der Überschrift „Nicht immer auf geradem Weg“ Isaac Stern als „Machtmensch und Machtgeiger“ und legte dies ausführlich dar. Zitat: „Beim Leventritt Wettbewerb von 1967 hatte die Jury der Koreanerin Kyung Wha Chung den ersten Preis zuerkannt, Stern Protegé Pinchas Zukerman war nicht ins Finale gekommen. Stern nötigte die Jury, Zukerman noch einmal spielen zu lassen und sorgte dafür, dass der erste Platz geteilt vergeben wurde. Vielfach bezeugt ist auch, dass er Kollegen und Rivalen Steine in den Weg legte: darunter dem Polen Henryk Szeryng wie dem Amerikaner Aaron Rosand, der einer der raren ‚fiddler’s fiddler‘ ist. Für den Blog des englischen Journalisten Norman Lebrecht schilderte Rosand – ‚My Life with Isaac Stern‘ – seine leidvollen Erfahrungen“.
Nicht nur seine Ämterhäufung, auch seine oft schlechte Vorbereitung auf Konzerte und seine  Intonationsprobleme wurden detailliert beschrieben.

## Schriften
- Meine ersten 79 Jahre. Autobiografie. Deutsch: Lübbe-Verlag, 2000, ISBN 3-78572006-8.

## Geigen
Stern besaß und spielte mehrere berühmte Geigen:
- Guarneri del Gesù (1737) The Vicomte de Panette kaufte Isaac Stern 1947 und verkaufte sie 1994. Der derzeitige Besitzer, David Fulton, lieh sie 1996 an Vadim Repin für Plattenaufnahmen von Ravel und Medtner Sonaten aus. Heute wird die Guarneri vom französischen Violinisten Renaud Capuçon gespielt.
- Guarneri del Gesù (1740), die einst Eugène Ysaÿe gehörte, trägt ein von diesem unterschriebenes Label, auf dem stand: This violin was the faithful companion of my career. („Diese Geige war ein treuer Begleiter meiner Karriere“). Stern kaufte die Geige 1965 und verkaufte sie 1998. Von 1937 bis 1958 gehörte sie Charles Munch. Sie wurde bereits von Yehudi Menuhin und Ivry Gitlis gespielt. Sie war in der Ausstellung Guarneri del Gesù Exhibition in New York 1994 zu sehen.
- Carlo Bergonzi (1733) gehörte Stern 1975 und danach Paavo Berglund.
- Giovanni Battista Guadagnini (1750). Eigentum von Stern von 1943 bis 1997.
- Stradivari (1721) The Kruse oder Kreutzer-Stradivari
- G. B. Guadagnini (1754), gehört heute Boris Belkin.
- The Tsar 1998 in Besitz von Oliver Jaques, Zürich

Von der Vuillaume soll der New Yorker Geigenbauer Samuel Zygmuntowicz eine Kopie hergestellt haben.

## Auszeichnungen
- 1970: American Academy of Arts and Sciences
- 1982: Léonie-Sonning-Musikpreis
- 1984: Kennedy-Preis
- 1987: Lifetime Achievement Award
- 1991: National Medal of Arts
- 1992: Presidential Medal of Freedom, die höchste zivile Auszeichnung in den USA, überreicht von Präsident George H. W. Bush
- 1995: Mitglied der American Philosophical Society[3]
- 1999: Ehrenmitgliedschaft des Beethoven-Hauses Bonn
- 2000: Polar Music Prize, der inoffizielle „Nobelpreis für Musik“